# خیلی دور، خیلی نزدیک (فیلم ۱۹۹۳)
خیلی دور، خیلی نزدیک یا بسیار دور، چنین نزدیک! (آلمانی: In weiter Ferne, so nah!) فیلمی در ژانر فانتزی به کارگردانی ویم وندرس است که در سال ۱۹۹۳ منتشر شد. این فیلم در چهل و ششمین جشنواره فیلم کن برنده جایزه بزرگ شده‌است.

## بازیگران
- اتو سندر
- برونو گانتس
- ناستاسیا کینسکی
- هورست بوخهولتس
- ویلم دفو
- پیتر فالک
- میخائیل گورباچف
- لو رید
- آنری آله‌کان
- آندژی پیچنسکی